# NGC 2494
NGC 2494 é uma galáxia espiral barrada (SB0-a) localizada na direcção da constelação de Monoceros. Possui uma declinação de -00° 38' 15" e uma ascensão recta de 7 horas, 59 minutos e 07,2 segundos.
A galáxia NGC 2494 foi descoberta em 6 de Fevereiro de 1864 por Albert Marth.